# One Fierce Beer Coaster
One Fierce Beer Coaster — второй студийный альбом американской рэп-рок-группы Bloodhound Gang, выпущенный в 1996 году. Продюсером альбома был Джимми Поп. Это был первый релиз группы, изданный лейблом Geffen Records и первый, в котором участвовали в записи барабанщик Майкл «Spanky G» Гётер, басист Джаред Хассельхофф, и DJ Q-Ball. Музыкальный стиль One Fierce Beer Coaster основан на альтернативном роке, с рэп-речитативом, в большинстве песен исполненным Джимми Попом, и лирикой, связанной с туалетным юмором.

## Об альбоме
Allmusic охарактеризовал стиль диска как «вкрадчивый, ухмыляющийся альтернативный фанк-метал». Отмечается внимание авторов текстов к «низким» темам, например, оральному сексу и метеоризму. Трек Yellow Fever, посвящённый межрасовому сексу, не вошёл в ряд изданий из соображений политкорректности.
Альбом занял второе место в чарте Top Heatseekers и получил «золотой» статус в США.

## Критика
| Оценки критиков               | Оценки критиков |
| Источник                      | Оценка          |
| ----------------------------- | --------------- |
| AllMusic                      | [ 1 ]           |
| Robert Christgau              | [ 6 ]           |
| The Rolling Stone Album Guide | [ 7 ]           |

One Fierce Beer Coaster получил смешанные и умеренно благоприятные отзывы. Рони Сариг сказал, что альбом «полон замечательных зацепок и творческих аранжировок». Обозреватель AllMusic Стивен Томас Эрлевайн писал, что «One Fierce Beer Coaster был подхвачен DGC примерно через два месяца после его выпуска [...] и, слушая сингл «Fire Water Burn», можно понять, почему. Тем не менее, рецензия Эрлевайна была неоднозначной, утверждая, что юмор и уловки группы носили тонкий характер всего альбома.
Однако не все отзывы были столь благоприятными. В своём обзоре сингла «Fire Water Burn» обозреватель Entertainment Weekly Мэтт Дил назвал музыку группы «бормотанием хип-хоп-сленга с застенчивой кавказской жесткостью». Альбом был также подвёргнут резкой критике за интенсивное использование туалетного и сексуального юмора. Стивен Томас Эрлевайн пишет, что «альбом действительно погружает в себя отвратительный софоморный юмор, который подходит для текстов».

## Список композиций
Слова и музыка всех песен — написаны Джимми Попом, кроме отмеченных.
| №                   | Название                                            | Автор(ы)                                          | Длительность |
| ------------------- | --------------------------------------------------- | ------------------------------------------------- | ------------ |
| 1.                  | «Kiss Me Where It Smells Funny»                     | Джимми Поп, Люпус Тандер                          | 3:08         |
| 2.                  | «Lift Your Head Up High (And Blow Your Brains Out)» |                                                   | 4:58         |
| 3.                  | «Fire Water Burn»                                   | Джимми Поп, Rock Master Scott & the Dynamic Three | 4:54         |
| 4.                  | «Yellow Fever»                                      |                                                   | 4:42         |
| 5.                  | «I Wish I Was Queer So I Could Get Chicks»          |                                                   | 3:49         |
| 6.                  | «Why's Everybody Always Pickin' On Me?»             | Джимми Поп, Майк Шэрп, Гарри Мидлбукс             | 3:22         |
| 7.                  | «It’s Tricky» (кавер Run-DMC)                       | Джозеф Симмонс, Дэррил Макдэниелс                 | 2:37         |
| 8.                  | «Asleep at the Wheel»                               |                                                   | 4:05         |
| 9.                  | «Shut Up»                                           | Джимми Поп, Колин Хэй, Ron Strykert               | 3:15         |
| 10.                 | «Your Only Friends Are Make Believe»                | Джимми Поп, Duran Duran                           | 7:02         |
| 11.                 | «Boom» (совместно с Vanilla Ice)                    | Джимми Поп, Vanilla Ice                           | 4:06         |
| 12.                 | «Going Nowhere Slow»                                | Джимми Поп, Люпус Тандер                          | 4:22         |
| 13.                 | «Reflections of Remoh»                              |                                                   | 0:53         |
| 69.                 | «Hidden track»                                      |                                                   | 8:00         |
| Общая длительность: | Общая длительность:                                 | Общая длительность:                               | 63:57        |

| №                   | Название                                            | Автор(ы)                                          | Длительность |
| ------------------- | --------------------------------------------------- | ------------------------------------------------- | ------------ |
| 1.                  | «Kiss Me Where It Smells Funny»                     | Джимми Поп, Люпус Тандер                          | 3:08         |
| 2.                  | «Lift Your Head Up High (And Blow Your Brains Out)» |                                                   | 4:58         |
| 3.                  | «Fire Water Burn»                                   | Джимми Поп, Rock Master Scott & the Dynamic Three | 4:54         |
| 4.                  | «I Wish I Was Queer So I Could Get Chicks»          |                                                   | 3:49         |
| 5.                  | «Why's Everybody Always Pickin' On Me?»             | Джимми Поп, Майк Шэрп, Гарри Мидлбукс             | 3:22         |
| 6.                  | «It’s Tricky» (кавер Run-DMC)                       | Джозеф Симмонс, Дэррил Макдэниелс                 | 2:37         |
| 7.                  | «Asleep at the Wheel»                               |                                                   | 4:05         |
| 8.                  | «Shut Up»                                           | Джимми Поп, Колин Хэй, Ron Strykert               | 3:15         |
| 9.                  | «Your Only Friends Are Make Believe»                | Джимми Поп, Duran Duran                           | 7:02         |
| 10.                 | «Boom» (совместно с Vanilla Ice)                    | Джимми Поп, Vanilla Ice                           | 4:06         |
| 11.                 | «Going Nowhere Slow»                                | Джимми Поп, Люпус Тандер                          | 4:22         |
| 12.                 | «Reflections of Remoh»                              |                                                   | 0:53         |
| Общая длительность: | Общая длительность:                                 | Общая длительность:                               | 46:15        |

| №                   | Название                                    | Примечания          | Длительность |
| ------------------- | ------------------------------------------- | ------------------- | ------------ |
| 13.                 | «Fire Water Burn» (Donkey Version)          | Цензурная версия    | 4:10         |
| 14.                 | «Fire Water Burn» (Jim Makin' Jamaican mix) | Remix               | 5:00         |
| Общая длительность: | Общая длительность:                         | Общая длительность: | 55:25        |

## Чарты и сертификации
| Чарт (1997)       | Высшая позиция |
| ----------------- | -------------- |
| ARIA Charts       | 3              |
| Ö3 Austria Top 40 | 11             |
| Dutch Top 40      | 21             |
| RIANZ Album Chart | 3              |
| Sverigetopplistan | 20             |
| Billboard 200     | 57             |
| Top Heatseekers   | 2              |

| Чарт (1999)         | Позиция |
| ------------------- | ------- |
| German Albums Chart | 44      |

| Страна | Сертификация |
| ------ | ------------ |
| США    | Золотой      |

Синглы
| Год  | Песня                                      | Высшая позиция | Высшая позиция | Высшая позиция | Высшая позиция | Высшая позиция | Высшая позиция | Высшая позиция | Высшая позиция |
| Год  | Песня                                      | US Mod         | US Main        | UK             | NLD            | AUS            | NOR            | SWE            | NZL            |
| ---- | ------------------------------------------ | -------------- | -------------- | -------------- | -------------- | -------------- | -------------- | -------------- | -------------- |
| 1997 | «Fire Water Burn»                          | 18             | 28             | —              | 7              | 13             | 2              | 6              | 6              |
| 1997 | «Why's Everybody Always Pickin' On Me?»    | —              | —              | 56             | 85             | —              | —              | —              | 7              |
| 1997 | «I Wish I Was Queer So I Could Get Chicks» | —              | —              | —              | —              | —              | —              | —              | 32             |

## Участники записи
Адаптировано из буклета альбома.
Bloodhound Gang:
- Джимми Поп — вокал, гитара, сэмплы
- Люпус Тандер —  гитара, бэк-вокал
- Spanky G — барабаны
- Эвил Джаред — бас-гитара
- DJ Q-Ball — сэмплы, диджеинг, программирование

Приглашённые музыканты:
- Vanilla Ice — приглашённый гость в песне «Boom»

Дополнительный персонал:
- Эвери Липман — исполнительный продюсер
- Монте Липман — исполнительный продюсер
- Джозеф М. Пальмаччо — мастеринг
- Рич Гавалис — инженер, монтаж, сведение